# 貢戈拉河

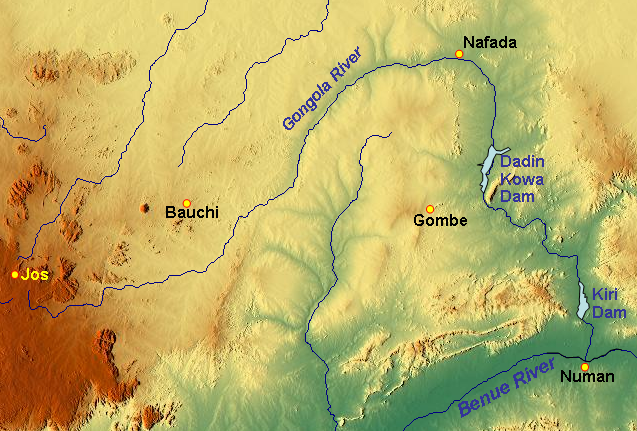

貢戈拉河是尼日利亞的河流，位於該國東北部尼日河流域，屬於貝努埃河的主要支流，河道全長531公里，發源自喬斯高原東坡，其上游和大部分支流是季節河。